# Rumänska nya vågen
Rumänska nya vågen (rumänska: Noul val românesc) är en strömning inom rumänsk film som uppkom i början av 2000-talet Filmerna kännetecknas av minimalism och en hög grad av realism. En stor del av dem utspelar sig i 1980-talets Rumänien och skildrar ofta livet under kommunistledaren Nicolae Ceaușescus totalitära regim innan revolutionen 1989.
Trots att ett flertal filmer uppmärksammats internationellt och prisats vid internationella filmfestivaler har filmskaparnas möjligheter att tjäna pengar varit små. En anledning är att antalet biografer i Rumänien är förhållandevis få.

## Betydande filmer
- 12:08 öster om Bukarest av Corneliu Porumboiu från 2006
- 4 månader, 3 veckor och 2 dagar av Cristian Mungiu från 2007
- Aura av Cristi Puiu från 2010
- Bortom bergen av Cristian Mungiu från 2012
- Cornelias kärlek av Călin Peter Netzer från 2013
- Herr Lazarescus död av Cristi Puiu från 2005
- Pappret skall vara blått av Radu Muntean 2006
- Polis, adjektiv av Corneliu Porumboiu från 2009
- Så firade vi jordens undergång av Cătălin Mitulescu från 2006